# Point Break (2015)
För andra betydelser, se Point Break (olika betydelser).
Point Break är en amerikansk actionfilm från 2015, regisserad av Ericson Core. Det är en nyinspelning av filmen med samma namn från 1991. Filmen släpptes i Kina den 4 december 2015 och i USA den 25 december 2015. I huvudrollerna är Édgar Ramírez, Luke Bracey, Teresa Palmer, Delroy Lindo och Ray Winstone.

## Rollista
| Édgar Ramírez       | – Bodhi                |
| Luke Bracey         | – Johnny Utah          |
| Judah Lewis         | – Johnny Utah som ung  |
| Ray Winstone        | – Angelo Pappas        |
| Teresa Palmer       | – Samsara Dietz        |
| Matias Varela       | – Grommet              |
| Clemens Schick      | – Roach                |
| Tobias Santelmann   | – Chowder              |
| Max Thieriot        | – Jeff                 |
| Delroy Lindo        | – FBI Instructor Hall  |
| Nikolai Kinski      | – Pascal Al Fariq      |
| Bojesse Christopher | – FBI Director Chapman |
| James Le Gros       | – FBI Director #2      |